# Let Me
"Let Me" é uma canção gravada pelo cantor e compositor inglês Zayn. Composta por Michael Hannides, Anthony Hannides, Zayn e Khaled Rohaim e produzida por MakeYouKnowLove e Khaled Rohaim, a faixa foi lançada pela RCA Records em 12 de abril de 2018, como primeiro single do segundo álbum de estúdio de Zayn, Icarus Falls (2018).

## Lançamento
Em 24 de março de 2018, Zayn postou um teaser de 15 segundos em seu Twitter com o emoji "em breve". O vídeo começa com as palavras "lançamento em breve" e, em seguida, apresenta uma montagem de cenas do videoclipe. O teaser termina com as palavras "a história continua" piscando na tela. Em 29 de março, ele publicou uma foto de si mesmo sentado com o diretor do videoclipe da canção, com a legenda: "Lançamento em breve". Em 7 de abril, o cantor deletou todo o conteúdo de sua conta no Instagram, antes de postar um segundo teaser no dia seguinte, o qual continha anexado a data de lançamento da música, "04.12.18". Começando com Zayn olhando o oceano, o clipe passa rapidamente para imagens do videoclipe e palavras escritas em vermelho sobre um fundo preto. O terceiro teaser foi lançado em 12 de abril, e mostrava mais imagens do videoclipe, além de revelar a hora de lançamento da canção e o nome do personagem de Zayn.
Durante uma entrevista com Nick Grimshaw durante o programa The Radio 1 Breakfast Show, Zayn se recusou a revelar sobre quem é a canção, dizendo: "Nem sempre é a coisa mais sensata a fazer, apenas complica as coisas, então tenho tentado não fazer mais isso, apenas guardo para mim mesmo".

## Recepção
A Time incluiu "Let Me" na sua lista das dez piores canções de 2018, colocando-a no 5º posto.